# Margaret G. Kibben
Margaret Grun Kibben (Warrington, Pensilvania; 1960) es una ministra presbiteriana estadounidense que se desempeña como la 61.ª capellán de la Cámara de Representantes de los Estados Unidos desde 2021. Anteriormente, sirvió como jefa de capellanes de la Armada de los Estados Unidos entre 2014 y 2018, y como capellán del Cuerpo de Marines entre 2010 y 2014.

## Biografía

### Primeros años y educación
Nacida en Warrington, Pensilvania, entró en servicio activo en la Armada de los Estados Unidos en 1986. Obtuvo una licenciatura en Goucher College, en Townson, Maryland, en 1982. Recibió su maestría en Divinidad en 1986, y su doctorado en Ministerio en 2002, ambas en el Seminario Teológo de Princenton, Nueva Jersey.

### Carrera militar
Sus asignaciones en el Cuerpo de Marines incluyeron la Base del Cuerpo de Marines en Quantico, Virginia, donde sirvió en el Cuartel General, en los batallones de Servicio y Seguridad, la Instalación Aérea del Cuerpo de Marines y el Escuadrón de Helicópteros del presidente. También prestó servicio en el grupo de apoyo de infantes de la Segunda Fuerza en Camp Lejeune, Carolina del Norte, realizando despliegues tanto en Turquía como en Noruega. Más tarde, fue asignada al Comando de Desarrollo de Combate del Cuerpo de Marines como redactora de doctrina para el Ministerio Religioso.
Sus asignaciones en la Armada incluyeron la Academia Naval de los Estados Unidos en Annapolis, Maryland, como capellán. Fue historiadora del Cuerpo de Capellanes de la Armada en la Junta de Recursos de Capellanes, en Norfolk, Virginia. Como capellán de la 3.ª Flota de Estados Unidos, fue responsable de la capacitación y certificación de todos los equipos de ministerios religiosos del grupo de ataque de portaaviones y del grupo de ataque expedicionario. Completó un despliegue como capellán del Comando de Fuerzas Combinadas de Afganistán.
Fue asignada a la Oficina del Jefe de Capellanes de la Armada, primero como directora de Estructura y Gestión Comunitaria, y luego como asistente ejecutiva del jefe de Capellanes.
Se desempeñó como la 18.ª capellán del Cuerpo de Marines de los Estados Unidos y como jefa de capellanes de la Armada. Después de retirarse de esta última, se convirtió en profesora en la Escuela de Ingeniería de la Universidad Católica de América.

### Capellán de la Cámara de Representantes
El 31 de diciembre de 2020, la presidente de la Cámara de Representantes, Nancy Pelosi, anunció que Kibben sería nominada como capellán de la Cámara para el 117.º Congreso, asumiendo el cargo el 3 de enero de 2021. Su tercer día como capellán de la Cámara estuvo marcado tanto por el recuento de votos del Colegio Electoral como por el asalto al Capitolio, durante las cuales ofreció oraciones por la evacuación de los congresistas. Fue reelegida el 7 de enero de 2023.

### Vida personal
Es hija de William Allen Grun y Jean «Micki» Grun, y está casada con Timothy J. Kibben, un teniente coronel retirado del Cuerpo de Marines. Tienen una hija.